# Timna (Tel Batash)
Timna is een plaats uit de oudheid. De plaats is bekend uit de Hebreeuwse Bijbel, waar deze vooral genoemd wordt als Filistijns stadje, in verband met de richter Simson. Vrijwel zeker moet Timna geïdentificeerd worden met Tel Batash, tussen het oude Ekron en Bet Shemesh. Op de tell zijn tussen 1977 en 1989 opgravingen verricht, onder leiding van G.L. Kelm en Amihai Mazar.

## Geschiedenis
De geschiedenis van Tel Batash strekt zich uit vanaf de Midden-Bronstijd tot aan de Perzische periode.

### Kanaänitische stad
De eerste nederzetting werd gesticht in de Midden-Bronstijd, ca. 17e eeuw v.Chr. Daartoe werd een kunstmatige ophoging gemaakt van bijna 200 x 200 meter, als gevolg waarvan de tell een typische, vierkante vorm kreeg, die het behield tot aan het einde van de IJzertijd. Op de verhoging bouwde men een nederzetting, omgeven door een zandstenen muur.
In de Late Bronstijd (15e-13e eeuw) lag op de tell een bloeiende Kanaänitische stad. In de noordoostelijke hoek van de stad stonden toentertijd verschillende grote gebouwen. De stad was in deze periode niet door een stadsmuur omgeven, maar de muren van de grote gebouwen aan de rand van de stad lijken als verdediging gefunctioneerd te hebben. In deze periode is de stad vijf maal verwoest, maar telkens weer opgebouwd. Er zijn resten aangetroffen van een huis uit de 14e eeuw waarvan het dak door pilaren ondersteund wordt en dat daarmee een van de vroegste voorbeelden is van deze bouwstijl, die typerend is voor de latere IJzertijd.

### Filistijns Timna
Na de laatste verwoesting van de Kanaänitische stad, bouwden de Filistijnen er een stad (begin 12e eeuw), die in de Hebreeuwse Bijbel Timna wordt genoemd. Op de tell verrezen stenen bouwwerken. Ook zijn bakovens en opslagplaatsen aangetroffen. Het Filistijnse karakter van de stad wordt bevestigd door aardewerk en zegelstempels. De stad nam geen zelfstandige positie in binnen de Filistijnse pentapolis, maar viel vermoedelijk onder het bestuur van het nabijgelegen Ekron. Rond het einde van de elfde eeuw werd de stad verlaten.

### Israëlitisch Timna
De tell is enige tijd onbewoond gebleven, maar in de 10e eeuw herbouwden Israëlieten de stad. Het Israëlitische karakter blijkt uit het gevonden aardewerk uit deze periode, dat typerend is voor Israëlitische plaatsen in deze omgeving, maar dat zich onderscheidt van Filistijns aardewerk. De Israëlieten omgaven de stad met een muur. Vermoedelijk werd de stadspoort door twee torens geflankeerd. De stad is verwoest tijdens de veldtocht van farao Sjosjenq I, aan het einde van de 10e eeuw.
Gedurende de negende eeuw bleef de tell onbewoond, maar in de achtste eeuw herbouwden Judeeërs de stad, vermoedelijk tijdens de expansie van het koninkrijk Juda onder koning Uzzia. De nieuwe stad werd omgeven door een massieve stenen stadsmuur, waarin een dubbele poort werd aangebracht. Ook werden torens gebouwd en extra verdedigingswallen aangelegd. Zo verrees een versterkte stad, die vermoedelijk als grensstad van Juda fungeerde. Desondanks werd de stad in 701 door de Assyrische koning Sanherib verwoest, toen hij de opstand van de Judeese koning Hizkia neersloeg. Uit deze periode zijn veel voorbeelden van de Judeese lmlk-stempels gevonden.
Na de verwoesting door Sanherib werd de stad opnieuw herbouwd en nog verder uitgebreid. De stadsmuur en de -poort werden hersteld en nieuwe gebouwen verrezen. Uit deze periode is een complete olijfolieinstallatie gevonden. Kennelijk werd niet alleen in Ekron, in die tijd de grootste olijfolieproducent die uit de oudheid bekend is, olijfolie geproduceerd, maar ook in het nabijgelegen Timna.
Rond 600 v. Chr. is de stad verwoest in een gewapend treffen, tijdens de verovering van het gebied door de Babylonische koning Nebukadnezar II. Een aslaag toont aan dat de stad daarbij is platgebrand.

### Perzische periode
Er zijn enkele overblijfselen aangetroffen uit de Perzische periode. Daaruit blijkt dat de tell in die tijd bewoond was, maar niet uit meer dan een kleine nederzetting bestond.
Uit later tijd zijn geen sporen van bewoning meer aangetroffen.